# Manfred Jäger (Motorsportler)
Manfred Jäger (* 12. März 1950 in Grießbach) ist ein ehemaliger deutscher Endurosportler. 1978 wurde er Meister in der Enduro-Europameisterschaft.

## Leben
Nach seiner Lehre als Versuchsschlosser in der Sportabteilung des VEB Motorradwerk Zschopau begann Jäger 1968 im MC MZ Zschopau in der 250-cm³-Klasse mit dem wettkampfmäßigen Endurosport. Im folgenden Jahr wechselte er in die MZ-Werksmannschaft. 1970 stieg Manfred Jäger in die 350-cm³-Klasse um. Für die Jahre 1971 bis 1974 wechselte er zum ASK Vorwärts Leipzig. 1973 war er Dritter der DDR-Meisterschaft und 1974 Zweiter. Als Werksfahrer von MZ dominierte Jäger in den Jahren 1975 bis 1977 die nationale Meisterschaft in der Klasse über 250 cm³ (ab 1977: über 175 cm³ Spezialtechnik).
Ab 1969 startete Jäger in der Enduro-Europameisterschaft (a). 1972 wurde er in der Klasse bis 350 cm³ Vierter und 1973 bis 1975 jeweils Dritter. 1976 ging er in der Klasse über 350 cm³ an den Start und erreichte in der Gesamtwertung den sechsten Platz.  Zweiter und  gewann er die Meisterschaft. 1977 ging er in der ab dieser Saison neu eingeführten Klasse bis 500 cm³ an den Start und wurde EM-Zweiter. Im Jahr darauf startete er in der seinerzeit höchsten Hubraumklasse bis 750 cm³ (extra dafür war ein MZ-Motor mit mehr als 500 cm³ entwickelt worden) und feierte mit dem Europameistertitel 1978 seinen größten Karriereerfolg.
Zwischen 1969 und 1981 war er unterbrochen im Aufgebot der DDR-Nationalmannschaften (fünfmal im Wettbewerb um die Silbervase, achtmal im Wettbewerb um die World Trophy) bei der Internationalen Sechstagefahrt. Mit der Trophy-Mannschaft wurde Manfred Jäger bei den Six Days in den Jahren 1972, 1977, 1978, 1979 und 1980 Zweiter sowie 1976 und 1981 Dritter. Beste Platzierung im Wettbewerb um die Silbervase ist der vierte Platz bei der 55. Internationalen Sechstagefahrt (1980).
1982 übersiedelte Manfred Jäger in die Bundesrepublik und beendete seine sportliche Karriere. Sein Sohn Thomas Jäger (* 1976) fuhr eine Zeit lang in der DTM.
Jäger ist verheiratet und hat zwei Kinder.